# Ludwigiantha arcuata
Ludwigiantha arcuata là một loài thực vật có hoa trong họ Anh thảo chiều. Loài này được (Walter) Small mô tả khoa học đầu tiên năm 1897.